# 中滩遗址
中滩遗址，位于中国青海省化隆县黑城乡完干滩村，为青海省市县级文物保护单位，公布日期为1987年9月10日，类型为古遗址。
中滩遗址的历史年代为新石器时代。